# Francisco Nunes da Rosa
Francisco Nunes da Rosa (Rio Vista, Califórnia, 22 de Março de 1871 — Bandeiras, 13 de Setembro de 1946), mais conhecido por Nunes da Rosa, foi um sacerdote católico, publicista e escritor açoriano que se notabilizou como contista.

## Biografia
Francisco Nunes da Rosa foi filho de Francisco Nunes da Rosa e de Rosa Margarida Nunes, emigrantes picarotos na Califórnia, naturais da Madalena. Acompanhou os pais de regresso aos Açores quando tinha apenas 5 anos de idade. Estudou no Liceu da Horta e no Seminário Episcopal de Angra, ordenando-se sacerdote em Angra do Heroísmo em 1893. Nesse mesmo ano foi despachado pároco da freguesia do Mosteiro, onde permaneceu até 1896.
Durante o período em que paroquiou na ilha das Flores escreveu a colectânea de contos Pastorais do Mosteiro, que seria publicado em 1905, na Horta, pela editora do jornal O Telégrafo. Esta primeira obra revelou-o como um notável contista.
Em Agosto de 1896 foi transferido para a freguesia de Bandeiras, ilha do Pico, onde permaneceria como pároco durante 50 anos (de Agosto de 1896 a Setembro de 1946), ali trabalhando até falecer. Para além de pároco das Bandeiras, em 1914 foi nomeado ouvidor eclesiástico da Madalena.
Exercendo uma notável actividade sócio-religiosa na sua paróquia e ouvidoria, integrou, por muitos anos, o corpo administrativo do concelho da Madalena. Foi também um afamado orador sacro, destacando-se pelo seu saber, eloquência e criatividade em todos os sectores da sociedade do seu tempo.
Fundou na freguesia das Bandeiras o periódico A Ordem e o mensário Sinos de Aldeia, nos quais publicou uma volumosa obra, ainda parcialmente dispersa. Para além da colectânea Pastorais do Mosteiro, publicou em 1925 outro conjunto de contos, intitulado Gentes das Ilhas, que o afirmou como o melhor contista açoriano de sempre.
Foi também um publicista e jornalista de mérito, com um estilo literário, escorreito e cuidado, que fez dele um dos mais apreciados cronistas da época. Alguns dos seus textos mereceram inclusão nas selectas literárias para estudo da língua portuguesa nos liceus. 
Tem dispersos inúmeros trabalhos nos vários jornais e revistas em que colaborou, como A Voz, O Picaroto, A Ordem e Sinos d’Aldeia. Estes últimos foram fundados e por ele editados, conseguindo obter uma tipografia própria que instalou na freguesia de Bandeiras. 
O rei D. Manuel II de Portugal distinguiu-o, em Agosto de 1908, com o título de Capelão Fidalgo da Casa Real. 
Falecido em 1946, a sua obra nunca foi totalmente reunida e não obteve o reconhecimento público que merece, pese embora as câmaras municipais do Triângulo terem editado em 1988 uma colectânea de contos e outros textos literários dispersos em jornais da cidade da Horta, num volume organizado por Carlos Lobão. Apesar desse esforço, existem dispersos numerosos escritos de Nunes da Rosa, nomeadamente contos e crónicas. O seu trabalho de maior fôlego seria o romance intitulado Casas Brancas, enviado para uma editora de Lisboa, mas cujo paradeiro do original se desconhece. Dessa obra apenas se conhecem alguns extractos publicados no jornal A Ordem.
A vila da Madalena e a freguesia de Bandeiras recordam Nunes da Rosa na respectiva toponímia. O Governo dos Açores atribuiu durante alguns anos o Prémio Literário Nunes da Rosa, criado para homenagear a sua memória.